# Pinapalm
De pinapalm (Euterpe oleracea) is een plant uit de palmenfamilie.
De 20-30 meter hoge palm is inheems in Brazilië, Peru en Suriname. De Surinaamse benaming is podosiri. In het Nederlands spreekt men van de palissadepalm of pinapalm, maar zijn besachtige vruchten worden onder de Braziliaans-Portugese naam açaí (uitspraakⓘ) op de markt gebracht.
De palm is gewoonlijk meerstammig en heeft een kroon van hangende bladeren. De plant kan tot 30 meter hoog worden, maar gewoonlijk niet meer dan 3-20 meter. De stam is onvertakt en meet 7–18 cm in doorsnede.
De plant  heeft gewoonlijk tien tot twaalf bladeren van 3,5 meter lengte in een spiraal gerangschikt. De Aukaners gebruikten deze bladeren van als dakbedekking. De palm is eenhuizig. De bloesem bevat zowel mannelijke as vrouwelijke bloemen. De palm lijkt veel op Euterpe precatoria. Het opvallendste verschil is dat deze laatste gewoonlijk een enkele stam heeft.
In Suriname wordt E. oleracea de laaglandpodosiri genoemd omdat de palm vooral in het zwampbos voorkomt. E. precatoria is een hooglandsoort van het drooglandbos.

## Vrucht
Açai  is een donkerblauw tot paarse vrucht. De bessen die in doorsnee ongeveer 2,5 centimeter groot zijn, staan de laatste jaren steeds meer in de belangstelling. Het grote aantal antioxidanten en de bijzondere smaak die doet denken aan bosbes, noten en chocolade heeft de vrucht in korte tijd populair gemaakt. Hierdoor zijn in Zuid-Amerika nu ook açaiplantages in aantal en omvang toegenomen, waar de vrucht tot het begin van de 21e eeuw alleen nog maar voor lokaal gebruik geteeld werd.
In de Verenigde Staten is de populariteit sterk gestegen nadat  aandacht aan de açai werd gegeven door televisiedokter Mehmet Öz (Dr. Oz) in The Oprah Winfrey Show. Hierin werd ook gesteld dat de vrucht een goede ondersteuning kan bieden bij het tegengaan van overgewicht, maar over deze bewering bestaat onder medici twijfel. Op het internet zijn sindsdien diverse sites ontstaan waarin allerlei preparaten op basis van açai worden aangeboden; de vrucht wordt daarbij vaak als wondermiddel tegen bijna elke ziekte aangeprezen. Hier wordt echter door de medische wetenschap met veel scepsis tegen aangekeken. De vrucht kan een gezonde aanvulling op het menu zijn, maar is geen wondermiddel.
In Brazilië en Suriname wordt de vrucht al jaren gegeten en dan vooral in pulpvorm. De harde bessen worden geweekt, met schil en al tot pulp vermalen en als koude pap gegeten. De vers geprepareerde pap bevat een zeer hoge concentratie antioxidanten. In westerse landen wordt vooral het sap van de vrucht gedronken, meestal in combinatie met andere vruchtensappen of in smoothies. Ook in Nederlandse supermarkten is açaisap sinds enkele jaren te vinden. In Suriname wordt podosirisap vooral in het district Marowijne vervaardigd.
Ook van de palm zelf wordt gegeten. Het binnenste is zacht. In Suriname hakte men vroeger de palm om, plukte de bessen en ontdeed de palm van het hart om daarmee salade te maken. Tegenwoordig doet men dat niet meer en zijn er ervaren klimmers die de hoge palmen in klimmen en de trossen bessen afhakken. In Brazilië heeft men ter vergemakkelijking van de pluk een dwergpalm gekweekt.